# Интифада Земла
Интифада Земла (или восстание Земла) — название, используемое для обозначения беспорядков 17 июня 1970 года, которые завершились резней силами Испанского легиона в Земла, районе Эль-Аюна, Испанской Сахары (ныне Западной Сахары).
Лидеры доселе тайной организации Харакат Тахрир, среди них её основатель Мухаммад Бассири, назвали цель демонстрации — вручить петицию, призывающую к независимости и справедливому обращению к сахарцам со стороны генерал-губернатора испанской колонии, генерала Хосе Мария Перес де Лема и Теджеро. Им было разрешено зачитать заявление, но, когда демонстрация разошлась, полиция отправилась арестовать её лидеров.
Демонстранты в ответ начали потасовки, с применение камней и драк, полицейские стали применять дубинки. Испанские власти призвали испанский иностранный легион, который открыл огонь по демонстрантам, убив по меньшей мере одиннадцать и ранив десятки. Сотни людей были арестованы.
В последующие дни инцидента, Харакат Тахрир, а также Бассири, стали преследоваться со стороны сотрудников испанских сил безопасности. Бассири был арестован и посажен в тюрьму.
Подавление демонстрации Земла толкнуло западносахарские антиколониальные движения в охватывающей вооруженную борьбу. Боевая националистическая организация Фронт Полисарио была сформирована три года спустя.
17 июня теперь отмечается сторонниками Полисарио в Тиндуфе, Алжир, как трагичный день протестов в Западной Сахаре.